# Bahman (ort i Zanjan)
Bahman (persiska: بهمن, بِهمان, بَخمَن) är en ort i Iran.   Den ligger i provinsen Zanjan, i den nordvästra delen av landet, 290 km väster om huvudstaden Teheran. Bahman ligger 1 594 meter över havet och antalet invånare är 128.
Terrängen runt Bahman är kuperad åt nordost, men åt sydväst är den platt.Runt Bahman är det ganska glesbefolkat, med 34 invånare per kvadratkilometer. Närmaste större samhälle är Sohrevard, 17,7 km öster om Bahman. Trakten runt Bahman består i huvudsak av gräsmarker.